# Jean-Paul Baréty
Pour les articles homonymes, voir Baréty.
Jean-Paul Baréty, né à Nice le 10 mars 1928 et mort dans la même ville le 3 novembre 2018, est un homme politique français, qui fut député des Alpes-Maritimes et maire de Nice.

## Biographie
Avocat, membre du Rassemblement pour la République (RPR), il est élu maire de Nice en 1993 et le reste jusqu'en 1995. Il est également élu député dans la deuxième circonscription des Alpes-Maritimes en mars 1994, en remplacement de Christian Estrosi dont l'élection a été annulée par le Conseil constitutionnel en décembre 1993. Son mandat prend fin en 1997.
Il est le président de l'Acadèmia Nissarda de 1978 jusqu'à son décès.
Il est le petit-fils d'Alexandre Baréty et le neveu de Léon Baréty.

## Distinction
- chevalier de la Légion d'honneur en 1993[2].

## Source et bibliographie
- Alain Ruggiero, Nouvelle histoire de Nice